# つくばエキスポセンター

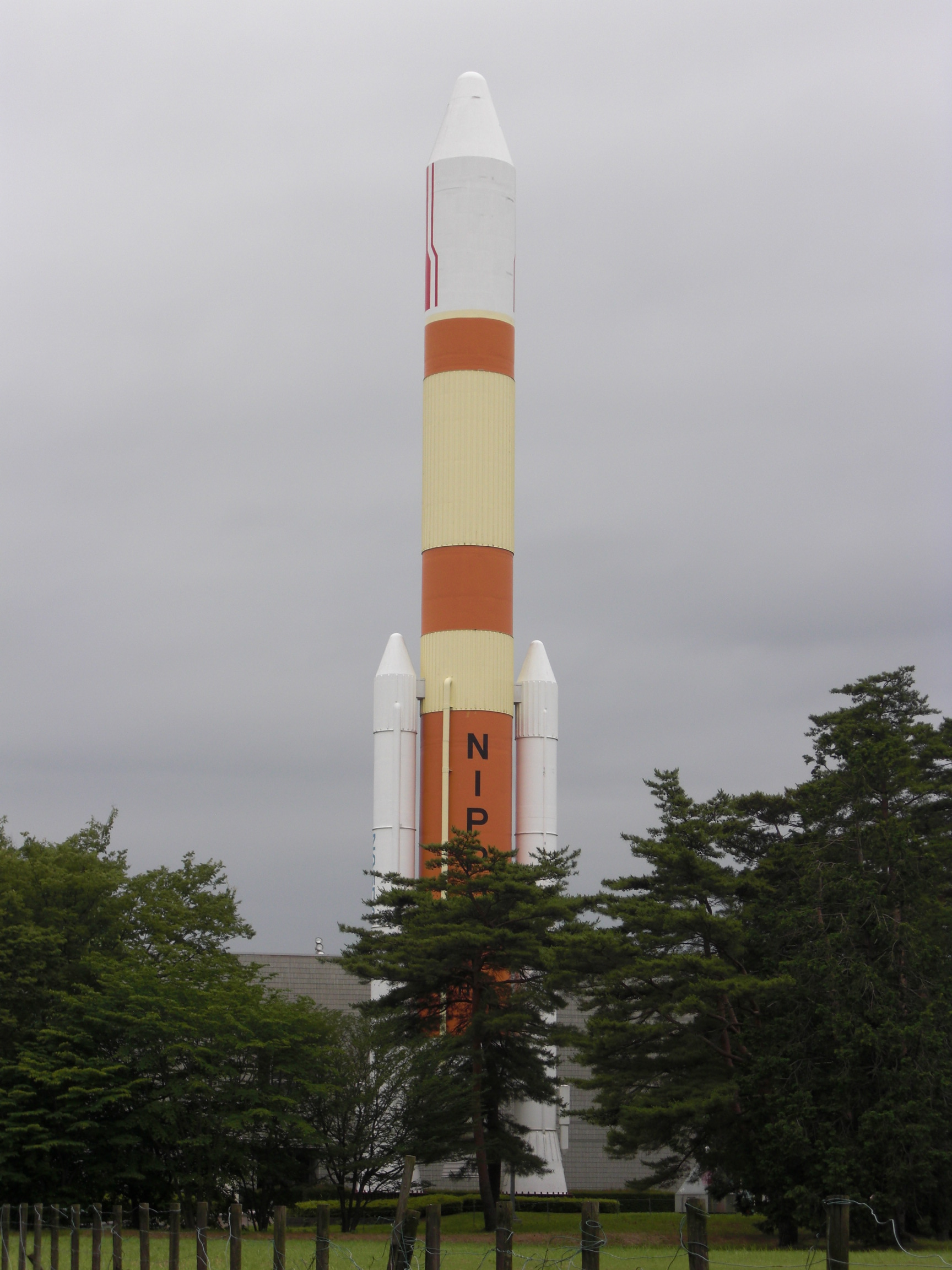
屋外展示のH-IIロケット模型

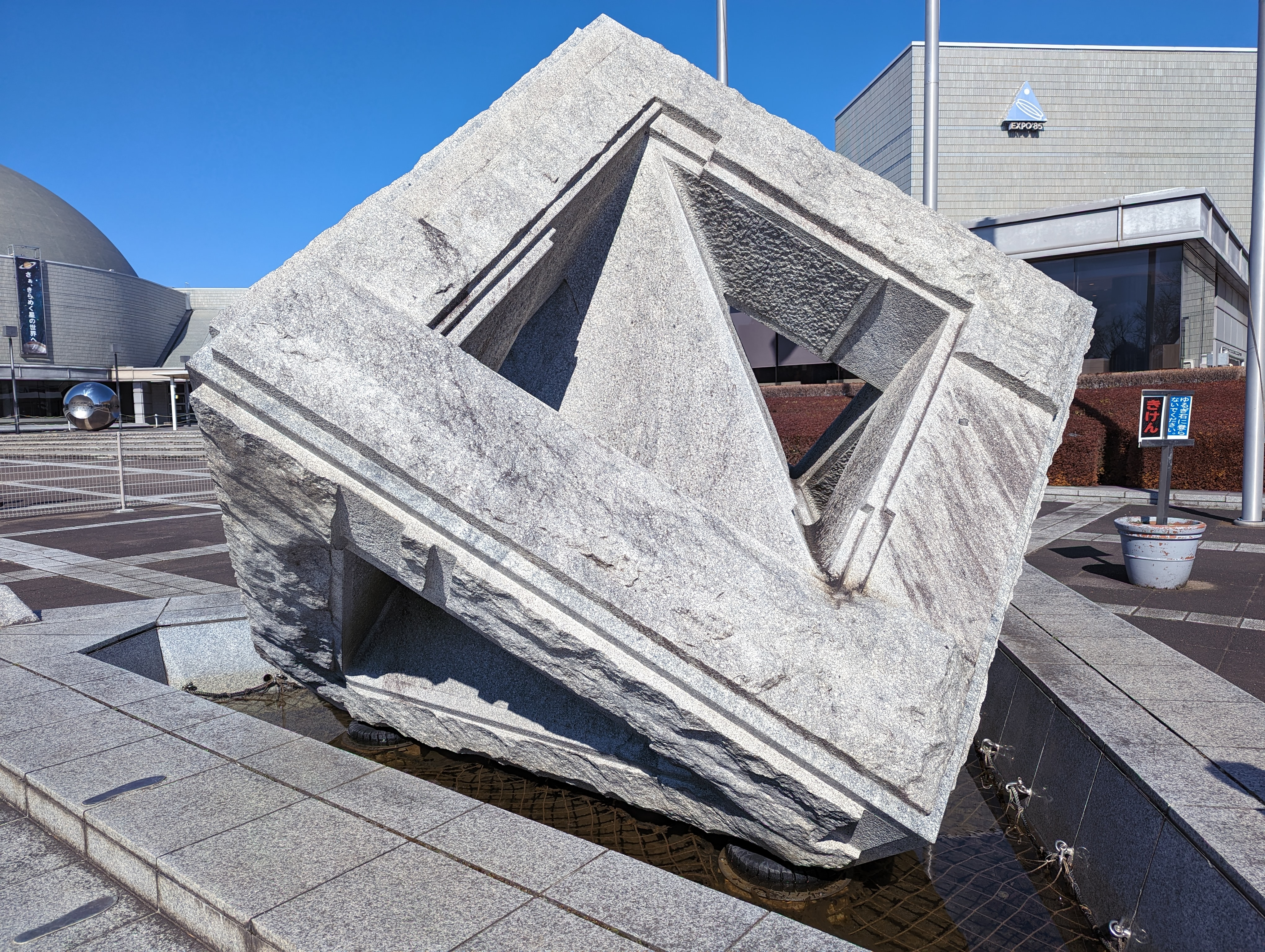
ゆるぎ石

つくばエキスポセンター（TSUKUBA EXPO CENTER）は、茨城県つくば市吾妻二丁目9番地にある科学館。公益財団法人つくば科学万博記念財団が管理運営している。
1985年（昭和60年）に筑波研究学園都市で開催された国際科学技術博覧会（以下、科学万博）の記念施設であり、最新の科学技術や身近な科学に親しみを持ってもらえるように開設された。

## 概要
宇宙・海洋・原子力・ナノテクノロジー・生命科学・地球環境等、科学技術について幅広く展示している科学館である。
センターの運営目標は「遊びながら科学を体験できる科学館」である。体を使って科学を体験できる遊具や映像の展示、企画展・科学ワークショップ・サイエンス講座などのイベントを行っている。また日本が開発した深海探査艇のしんかい6500の模型に乗って深海の世界を見ることのできる施設、霞ヶ浦の水質変化を示した「霞ヶ浦研究レポート」のコーナー、科学万博当時の写真・資料・ロボット等を展示した「科学万博‐つくば’85メモリアルゾーン」のコーナーがある。館内の案内を研究所のOBがインストラクターとして務める。
当館のマスコットキャラクターとして、エントランスホールにロボット「テクノ筑丸（つくまる）」が設置されている他、科学万博マスコットであった「コスモ星丸」も引き続きマスコットとなっている。また建物には科学万博当時の「EXPO'85」のロゴマークが残されている。
インフォメーションには、緊急地震速報を受信する「デジタルなまず」が置かれている。
展示物は屋内・屋外にわたり、一部は科学万博当時からの展示物である。屋外の横浜博覧会から移設された高さ50mのH-IIロケットの実物大模型はシンボル的存在であり、ヤジロベエの原理で平衡を保つ「ゆるぎ石」は、質量が50tあるにもかかわらず、軽く力を加えただけで動かすことができる。
館内のサイエンスミュージアムショップでは、宇宙食や宇宙関連グッズ・科学グッズなどを買うことができる。
- 開館時間：9時50分〜17時（12月と1月の平日は16時30分まで）
- 休館日：月曜日（祝日の場合は翌日）、月末最終火曜日、臨時休館、年末年始
- 館内施設：展示室、プラネタリウム、休憩室、サイエンスミュージアムショップ
- 飲食店（入館なしで利用可能）：レストラン滝 → ほしまるカフェ（2021年） → サンドイッチ専門店 RocketBase（2023年）※2025年4月6日営業終了[12]

## プラネタリウム

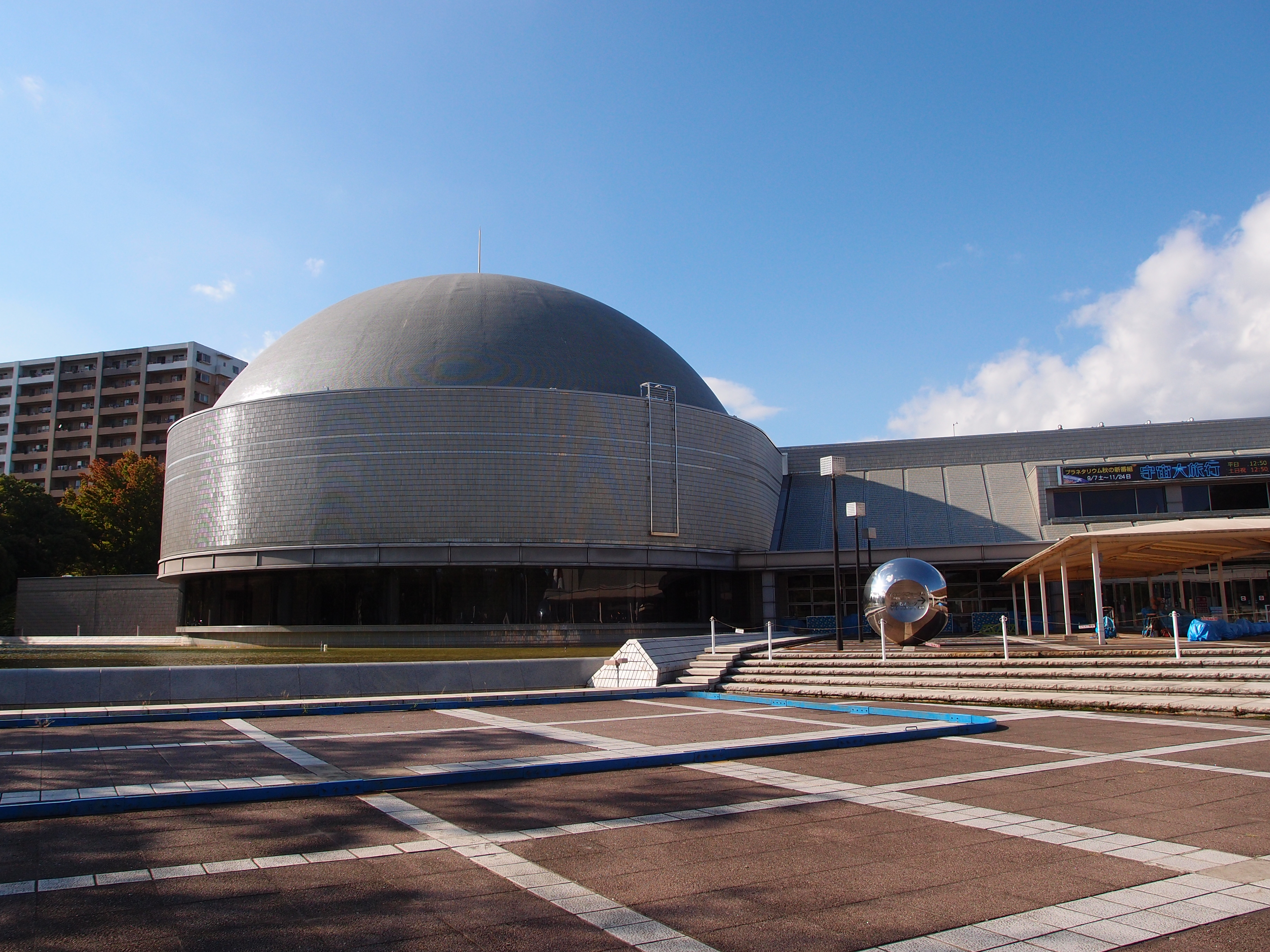
プラネタリウムの外観（2013年9月）

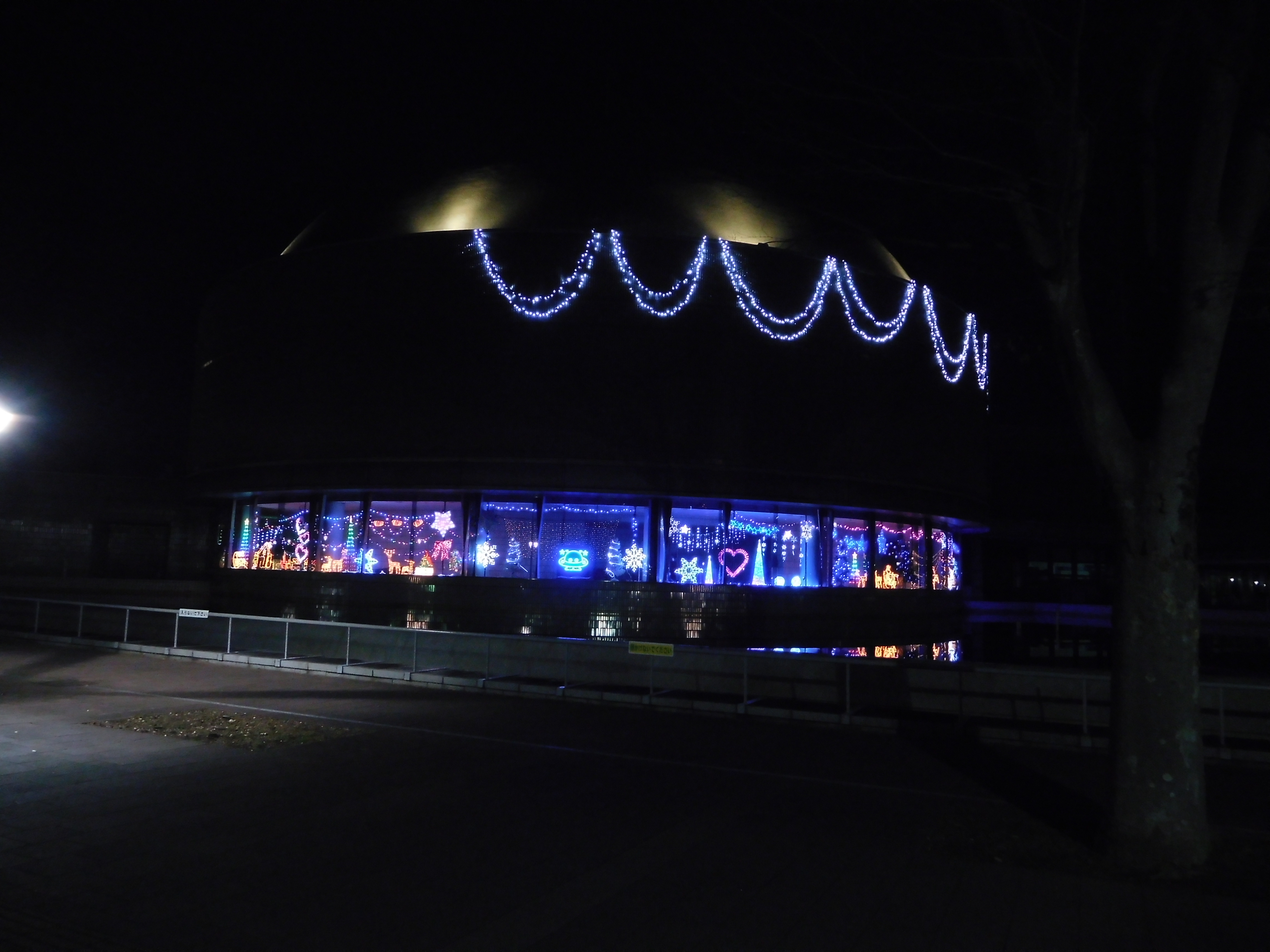
クリスマスイルミネーション（2018年12月）

つくばエキスポセンターのプラネタリウムは、開館当時からあるもので、数度の設備更新を経て現在も運用されている。ドームは傾斜型・直径25.6m、定員232名。光学式およびデジタル式の機器を備えたハイブリッド式プラネタリウムである。
上映は平日5回、休日（土日祝日）6回で、オリジナル番組・星空解説番組・こども番組・特別番組の4種類を用意している。

### 設備と更新

#### 初代
初代プラネタリウムも現在のプラネタリウムと同様、完成当時最新鋭の科学技術を導入した設備であった。当時の投影恒星数は23,000個、ドーム径も25.6mと世界最大のプラネタリウムであった。特に日本が世界に先駆けて開発してきた高品位テレビ（ハイビジョン）は特徴的だった。杉本・渡辺（1985）はこの高品位テレビの詳細な構成図・機器の規格等を論文にまとめている。同論文によれば、高品位テレビで主に実写映像やアニメーションのような動的な映像を映写し、プラネタリウムで全体とその流れを映写するという、両者を組み合わせた運用がなされていた。高品位テレビは縦4.8m・横8.0mで、大学・日本放送協会・NHKエンジニアリングサービスなどから成る「国際科学技術博覧会大型映像システム調査委員会」の調査報告に基づいて設計された。
光学プラネタリウムは一球一光源式としては当時世界初の宇宙型プラネタリウムであり、当時主流であった2球型プラネタリウムを脱した独創的なものとして高い評価を受けたとされる。恒星の投影数（2万3000個）やドーム直径も当時世界最大であった。
当時の機器はその後の改修工事でほとんどが撤去または稼働を停止しているが、初代の恒星投影球部分はプラネタリウムホール前通路の「科学万博‐つくば’85メモリアルゾーン」に展示されている。また、高品位テレビのリアプロジェクタ室・調整室部分は現存し、万博当時の機器も保管されている。通常は非公開であるものの、イベントとして一部を公開するツアーが実施されたことがある。

#### 2006年
2005年（平成17年）9月より改修工事を開始し、2006年（平成18年）4月1日に一般公開を再開した。
改修にあたってコニカミノルタプラネタリウム製の機器への入れ替えが行われ、光学系「インフィニウム L（INFINIUM L）」、デジタル映像システム「スカイマックス DS（SKYMAX DS）」を統合した「ジェミニスターIII（GEMINISTAR III）」という最新型の設備が導入された。これは、静岡県の浜松科学館に次いで日本国内で2番目の導入であった。
「ジェミニスターIII」は光学系の技術（光ファイバー）とデジタル技術を統合したもので、前者の「惑星を鮮明に映し出す」機能と後者の「立体的な宇宙空間を演出する」機能を活用している。
改修工事では設備更新だけでなく、座席をリクライニングシートに変え、席数も334席から233席に減らしてゆとりある空間に変更した。

#### 2012年
2012年（平成24年）11月26日から同年12月14日まで2度目の改修工事が行われ、改修期間翌日の12月15日より一般公開が再開された。
デジタルシステムについて改修が行われれた。プロジェクタの入れ替えにより、全天周映像の明るさ（1.5ルクスから4.5ルクス以上へ）・コントラスト比（1300:1から200000:1以上へ）・解像度（400万画素から1600万画素へ）が向上した。また、映像システムも後継製品の「スカイマックス DS II-R2」へと更新された。
改修後のシステムでは60億光年までの150万個の銀河、120億光年までの16万個のクエーサーを表示することが可能である。

#### 2020年
2019年（令和元年）12月13日から2020年（令和2年）1月31日まで3度目の改修工事が行われ、改修期間翌日の2月1日より一般公開が再開された。
2度目の改修同様、デジタルシステムについて改修が行われた。4Kプロジェクタの導入により全天での解像度が8K相当に向上したほか、映像システムが「Media Globe Σ SE」へ更新された。
「Media Globe Σ SE」には星の3次元データに加え、シミュレーションのためのデータベースや地形・探査機等の3次元モデルが搭載されており、表示の際の陰影の方向や照度を忠実に再現することが可能になった。

## 歴史

### 科学万博会期中
「人間・居住・環境と科学技術」をテーマに開かれた国際科学技術博覧会（科学万博つくば'85）では、日本政府が出展する展示館が5館あり、そのうち当初から恒久施設として建設されたのが、つくばエキスポセンターであった。科学万博は当時の筑波郡谷田部町御幸が丘（現在のつくば市御幸が丘）を第1会場、新治郡桜村吾妻（現在のつくば市吾妻）を第2会場（都心会場・シティ会場）とし、エキスポセンターは第2会場に建設されることになった。1983年（昭和58年）、起工式を挙行、1985年（昭和60年）3月10日に政府出展の他の4館と同時に開館式を行った。
1985年（昭和60年）3月17日に万博が開幕、同年9月16日までの会期中に万博には20,334,727人が訪れた。会期中は第1会場と第2会場の間、約4kmをシャトルバス（200円）が結んだ。しかし第1会場から離れたエキスポセンターのある第2会場は、閉幕日こそ賑ったものの、ほかの日は入場者数が振るわず、隣接地で営業していたふれあいランドのテナント44店のうち3割が会期中に閉店に追い込まれるほどであった。
万博会期中のつくばエキスポセンターは、サイエンスフォーラム（日本の科学技術を世界に発信）、こどもパーク（環境・人間の再発見をテーマ）、コズミックホール（プラネタリウム・高品位テレビ、松本零士作『アレイの鏡』を上映）の3つから構成されていた。閉幕日には、日本政府館の総館長を務めた福島公夫がエキスポセンターについて「万博の記念館の役割も持たせ、主会場の展示を残す計画です」と表明した。科学技術庁ではこの時、運営母体となる財団法人の結成・政府館の展示物のうちエキスポセンターに移すものの精選・予算措置などの準備を進めていた。

### 科学万博閉幕後
万博の閉幕後、第2会場は再整備が行われ、1986年（昭和61年）4月17日に科学万博開催記念の施設としてつくばエキスポセンターが再開した。再開に際しては、運営団体として1986年（昭和61年）3月28日に財団法人つくば科学万博記念財団が設立された。
開館日の4月17日には9時より開館神事が行われた後、コズミックホールで300人が出席して科学万博の思い出フィルムの鑑賞を中心とする開館記念式典が挙行された。初代館長には、科学万博の日本政府館の総館長も務めた福島公夫が就任した。科学技術庁政務次官の前島英三郎は、この席で「わが国にとって科学技術の果たす役割は大きく、それだけ同センターの意義も大きい」と語った。一般公開は翌日の4月18日から始まり、10時20分に吾妻保育園の園児がくす玉を割ってオープンとなった。初日は茨城県立岩瀬高等学校の生徒360人や牛久老人会の会員50人を含む1000人が来館し、ロボットなどの展示物に見入った。

## つくば科学万博記念財団
公益財団法人つくば科学万博記念財団（ざいだんほうじんつくばかがくばんぱくきねんざいだん）は、1986年（昭和61年）3月28日に発足した財団法人。2012年（平成24年）度から公益財団法人へ移行。つくばエキスポセンターの運営と国際科学技術博覧会記念基金事業・科学館連結事業を3大事業としている。2024年（令和6年）現在、財団法人の理事長は、つくばエキスポセンター館長を兼ねる中原徹。

### 組織
2011年（平成23年）現在
- 評議委員会（評議員：11名[34]）
- 監事（2名[34]）
- 理事会（理事：8名[34]）
  - 理事長兼館長
    - 事務局長
      - 総務部・運営業務部・普及事業部・企画調整室

    - 審議役

## 交通
- 首都圏新都市鉄道つくばエクスプレスつくば駅およびつくばセンターバスターミナルより徒歩約5分。
- つくばサイエンスツアーバス「つくばエキスポセンターバス停」下車、すぐ。
- 常磐自動車道桜土浦インターチェンジより学園東大通り経由、自動車で約15分（約8km）。